# 山口県立柳井工業高等学校
山口県立柳井工業高等学校（やまぐちけんりつ やないこうぎょうこうとうがっこう）とは、山口県柳井市に存在した県立の工業高等学校。
1972年（昭和47年）に山口県立柳井商業高等学校より分離・開校し、山口県の高等学校再編に伴い2006年度（平成18年度）に山口県立柳井商業高等学校と統合して、山口県立柳井商工高等学校となり、2008年（平成20年）3月に閉校した。

## 沿革
- 1972年4月1日 柳井商工高等学校が、柳井工業高校と柳井商業高校に分離した事に伴い開校し、機械科・工業測量科・建築科を設置
- 1989年4月1日 工業計測科を電子科へ科名変更
- 2002年4月1日 機械科、電子科、建築科を機械・制御科、建築・情報科に改編
- 2006年3月31日 学校統合により機械・制御科、建築・情報科募集停止
- 2006年4月1日 柳井工業高等学校と柳井商業高等学校が統合し34年ぶりに柳井商工高等学校が復活
- 2008年3月31日 柳井工業高等学校が閉校